# Günther Beck (Biathlet)
Günther Beck (* 31. Dezember 1976 in Innsbruck) ist ein ehemaliger österreichischer Biathlet.

## Leben und Karriere
Günther Beck, aufgewachsen in Höhnhart, widmete sich nach der Matura ganz dem Biathlonsport.
1997 debütierte er in Östersund im Biathlon-Weltcup. Zusammen mit Wolfgang Perner, Ludwig Gredler und Wolfgang Rottmann gewann er im Dezember 1999 das Staffelrennen in Hochfilzen. Dies blieb sein einziger Sieg in einem Weltcuprennen. Sein größter Einzelerfolg war der Gewinn der Europameisterschaft im Einzel in Haute-Maurienne im Jahr 2001 vor dem Deutschen Andreas Stitzl. 2003 erreichte er noch einmal den 2. Platz bei den österreichischen Meisterschaften im Einzel in Obertilliach, bevor er im selben Jahr seine sportliche Karriere beendete.
Von 2003 bis 2009 studierte er Medizin an der Medizinischen Universität Innsbruck und schloss am 10. Oktober 2009 seine Ausbildung mit Promotion ab. 2014 eröffnete er gemeinsam mit seinem Vater eine Praxis in Aspach.
Von den Olympischen Winterspielen 2010 bis 2020 war er für den ORF als Co-Kommentator bei Biathlon-Übertragungen tätig.
Seit dem 24. Juli 2008 ist er mit der ehemaligen deutschen Biathletin Martina Beck verheiratet. Sie haben drei gemeinsame Kinder.

## Biathlon-Weltcup-Platzierungen
Die Tabelle zeigt alle Platzierungen (je nach Austragungsjahr einschließlich Olympische Spiele und Weltmeisterschaften).
- 1.–3. Platz: Anzahl der Podiumsplatzierungen
- Top 10: Anzahl der Platzierungen unter den ersten zehn (einschließlich Podium)
- Punkteränge: Anzahl der Platzierungen innerhalb der Punkteränge (einschließlich Podium und Top 10)
- Starts: Anzahl gelaufener Rennen in der jeweiligen Disziplin

| Platzierung              | Einzel | Sprint | Verfolgung | Massenstart | Staffel | Gesamt |
| ------------------------ | ------ | ------ | ---------- | ----------- | ------- | ------ |
| 1. Platz                 |        |        |            |             | 1       | 1      |
| 2. Platz                 |        |        |            |             |         |        |
| 3. Platz                 |        |        |            |             |         |        |
| Top 10                   |        |        |            |             | 5       | 5      |
| Punkteränge              | 1      |        |            |             | 8       | 9      |
| Starts                   | 12     | 20     | 6          |             | 8       | 46     |
| Stand: nach Karriereende |        |        |            |             |         |        |